# Universidad Comunitaria Vocacional-Técnica de Los Ángeles
La Universidad Comunitaria Vocacional-Técnica de Los Ángeles (Los Angeles Trade-Technical College) o conocida también en su forma de abreviación como LA Trade-Tech (LATTC) es una universidad comunitaria publica localizada en la ciudad de Los Ángeles, California, EE. UU. que ofrece cursos académicos que pueden culminar en transferencias a universidades de cuatro años y ofrece numerosos programas de formación profesional. Es más conocida por sus programas de licenciatura de dos años en Diseño de Moda, Comercialización de la Moda, Artes Culinarias, Cosmetología, Tecnología Automotriz, Tecnología de la Construcción y Tecnología Química. Los Angeles Trade-Tech College está acreditado por la Asociación Occidental de Escuelas y Colegios.
LA Trade-Tech se encuentra en el extremo sur de South Park, en el centro de Los Ángeles, cerca de la estación Grand Avenue de la Línea de Metro Rail Blue, y al norte de la Universidad del Sur de California.

## Historia
LA Trade-Tech se inició como un proyecto que culminó siendo por primera vez la Escuela Vocacional de Frank Wiggins en 1925. Después de la Segunda Guerra Mundial se convirtió en la Escuela Metropolitana Politécnica Superior y Escuela Metropolitana de estudios de tarde. Después se convirtió en Trade-Technical Junior College que resultó en una universidad comunitaria en 1954. En 1969, la universidad se fusionó con el Distrito de Universidades Comunitarias de Los Ángeles (Los Angeles Community College District) que en la actualidad cuenta con nueve universidades comunitarias que son miembros de esta entidad.

## Diseñadores notables que asistieron a LATTC
Jeffrey Sebelia, ganador del Proyecto de la temporada de pista 3, y fundador de la ropa de etiqueta de Cosa Nostra.

## Los nuevos desarrollos
La construcción del nuevo campus sur ha comenzado, tras la demolición del campo deportivo existente y la estructura del estacionamiento, que se encuentra en la esquina noroeste de la calle 23 y la avenida Grand. El proyecto del campus sur es una nueva construcción que incluye dos edificios gemelos de cinco pisos en la Grand Avenue. Una torre es el edificio de servicios estudiantiles. La segunda torre es de la tecnología de la construcción, que incluirá nuevas salas de conferencias, aulas, laboratorios de computación y oficinas para los profesores. La construcción del campus sur está prevista su finalización en abril de 2010.